# جدول‌های هلند

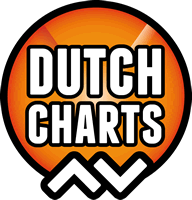
لوگو از سال ۲۰۱۵

جدول‌های هلند (انگلیسی: Dutch Charts) که با نام‌های مگاچارتس و داچ چارتس هم شناخته می‌شود، یک شرکت جدول‌های موسیقی است که وظیفه‌اش تهیه و ارائه جدول‌های رسمی موسیقی در هلند است که مشهورترین‌شان «جدول صد تک‌آهنگ برتر هلند» و «جدول صد آلبوم موسیقی برتر هلند» است. این شرکت همچنین بخشی از شرکت خدمات بازاریابی بنلوکس است.